# Olympus PEN E-P3
Olympus PEN E-P3, ohlášený v červnu 2011, je sedmá bezzrcadlovka systému mikro 4/3 vyráběná firmou Olympus. Byla ohlášena společně s dalšími dvěma modely – lehkou verzí E-PL3 a E-PM1, prvním zástupcem řady PEN Mini.

## Popis
Přístrojem E-P3 Olympus reagoval na některé výhrady uživatelů proti předchozím modelům řady PEN, zejména pomalé zaostřování a špatnou viditelnost displeje na přímém slunci.
Zrychlení zaostřování bylo dosaženo zvýšením frekvence snímače na 120 Hz, podobně jako u konkurenčních přístrojů Panasonic Lumix DMC-GH2 a G3. Podle Olympusu E-P3 nabídl v době svého ohlášení nejrychlejší automatické zaostřování ze všech bezzrcadlovek na trhu. Díky 120Hz snímání fotoaparát dokázal průběžně zaostřovat při sériovém snímání, zrychlil odezvu spouště a zkrátil výpadky obrazu mezi snímky. Ke zlepšení odezvy přístroje významně přispěl i výkonnější obrazový procesor TruePic VI.
Vlastní senzor zůstal nezměněn proti předchozím modelům, což se stalo předmětem kritiky.
E-P3 byl osazen kapacitní dotykovou obrazovkou typu OLED, která významně zlepšila čitelnost na slunci a rozšířila pozorovací úhly. Dotyková obrazovka znamenala inovaci uživatelského rozhraní a rozšíření možností pro ovládání přístroje.
Přístroj se dodával v sadě s inovovanou verzí objektivu Olympus M.Zuiko Digital 14–42 mm f/3,5–5,6 II R (připojené R ji odlišuje od předchozí verze). Úpravy se týkaly pouze povrchového zpracování, funkčně objektiv zůstal nezměněn.